# Пам'ятник Беніто Хуаресу (Вашингтон)
Пам'ятник Беніто Хуаресу (англ. Benito Juarez) — пам'ятник роботи скульпторів Енріке Альчаті і  Луїса Ортіса Монастеріо, присвячений Беніто Хуаресу і встановлений в центрі Вашингтона — столиці США.

## Хуарес та Америка

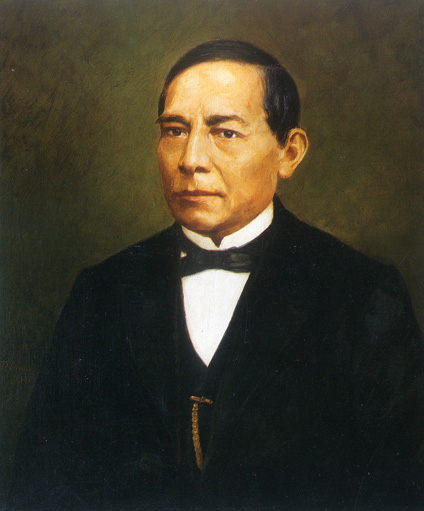
Портрет Беніто Хуареса, 1862 рік

Беніто Хуарес (1806—1872) був відомим як «мексиканський Джордж Вашингтон» — батько і будівничий сучасної Мексики. Будучи родом з бідної сільської родини індіанців — сапотеков і залишившись сиротою у віці до трьох років, він, незважаючи на неграмотність батьків, вивчився писати і читати у католицьких священиків, здобув юридичну освіту, став адвокатом, і до сорока одного року отримав посаду губернатора Оахаки.
Будучи активним прихильником ліберальної політики, Хуарес був змушений покинути країну і бігти в Новий Орлеан, коли в 1853 році владу в країні узурпував Антоніо Лопес де Санта-Анна. У наступному році, Хуарес взяв участь в розробці плану Аютла, документу що закликав до бойкоту Санта-Анни і установі конвенції по створенню нової конституції. Після повалення диктатора, Хуарес повернувся на батьківщину і став міністром юстиції. Коли в результаті правого перевороту 1858 року президент Мексики Ігнасіо Комонфорт був повалений і втік з країни, Хуарес взяв на себе президентські повноваження і створив власний уряд в Веракрусі. Під час громадянської війни в США, Хуарес подружився з американським президентом Авраамом Лінкольном, який дав йому поради щодо встановлення демократії в Мексиці. Протягом наступних років перебування на посаді, опираючись римо-католицькій церкві військовим і консервативним противникам, Хуарес намагався створити сучасне громадянське суспільство, давши права корінному індіанському населенню країни, а також побудувати капіталістичну економіку, засновану на американській моделі. У 1861 році він був легітимно обраний на пост президента і в той же рік імператор Франції Наполеон III вторгся на територію Мексики. Після декількох боїв з окупаційними силами, надісланими з декількох країну Європи, Хуарес був змушений повернутися в Веракрус, поки США не зажадали виведення французьких військ. У 1867 році французький ставленик на титул мексиканського імператора, Максиміліан I, був убитий, Хуарес взяв Мехіко і скасував монархію, і в тому ж році був обраний президентом. Переобравшись в 1871 році, Хуарес займав президентську посаду до своєї смерті в 1872 році від серцевого нападу, залишившись в народній пам'яті прогресивним реформатором, що стояв на захисті демократії і національного суверенітету.

## Історія
Пропозиція про встановлення пам'ятника Хуаресу як подарунка американській нації від мексиканського народу була зроблена 26 жовтня 1967  президентом Мексики  Густаво Діасом Ордас на урочистому обіді під час офіційного візиту у Вашингтоні, в знак дружби після відкриття статуї Авраама Лінкольна в 1966 році в Сьюдад-Хуарес  президентом США  Ліндоном Джонсоном. За зразок для створення пам'ятника Хуаресу в США була взята статуя роботи скульптора Енріке Альчаті, створена в реалістичному стилі і відлита в 1891 році на виробництві «Nelli Foundry» в Римі, а потім встановлена на горі в Оахаці.
Установка пам'ятника була узгоджена  федеральним урядом США 17 жовтня 1968, а його створення доручено скульптору  Луїсу Ортису Монастеріо . Статуя була відлита в Мехіко на виробництві «ісп. Fundidores Artisticos» під керівництвом Р. Морено, але при перевезенні в США у скульптури відламалася нога, а рука лопнула, проте вони були відновлені американськими і мексиканськими зварниками. Постамент був розроблений по підряду «англ. Roubin and Janeiro» в США архітекторами Луїсом Сосой Вілласенором і Луїсом Ортісом Маседо, які розмістили всередині нього урну з землею з Гелатао в Оахаці — з батьківщини Хуареса.
Пам'ятник був відкритий 7 січня 1969 року. У 1993 році він був описаний «Save Outdoor Sculpture!». У 2005 році, зважаючи на незадовільний стан монумента, на його підставу працівниками Служби національних парків були встановлені стягуючи ремені, потім, в 2010 році фірмою «Oehrlein & Associates Architects» був складений план ремонту, який пройшов з 2011 по 2012 рік.

## Розташування
Пам'ятник розташовується біля штаб-квартири Організації американських держав і кампуса Університету Джорджа Вашингтона перед готелем «Уотергейт» і Центром виконавських мистецтв Джона Ф. Кеннеді на Хуарес-Серкл у Віргінія-авеню і Нью-Гемпшир-авеню, поблизу станції метро «Фаррагут-Уест» в кварталі Фоггі-Боттом на північному заході міста Вашингтон, будучи частиною скульптурної серії «статуї визволителів», що включає в себе ще чотири статуї.

## Архітектура
Бронзова скульптура зображує Беніто Хуареса що стоїть з піднятою вгору правою рукою, що вказує вдалину. У лівій руці він тримає книгу під назвою «Реформа», спираючись з її поміччю на низький пюпітр. Хуарес одягнений в короткий двобортний піджак з довгою накидкою, що спадає з плечей. Основа пам'ятника виконана з граніту.